# Sporastatia polyspora
Sporastatia polyspora är en lavart som först beskrevs av William Nylander och som fick sitt nu gällande namn av Vitus Johannes Grummann. 
Sporastatia polyspora ingår i släktet Sporastatia och familjen Catillariaceae. Arten är reproducerande i Sverige. Inga underarter finns listade i Catalogue of Life.